# توساشيميزو (كوتشي)
مدينة توساشيميزو (بالإنجليزية: Tosashimizu)‏ هي أحد المدن التابعة لمحافظة كوتشي. تأسست رسميًا في 01/08/1954. ويقدر عدد سكانها بـ 17421 نسمة حسب تقدير مكتب الإحصاء الياباني لعام 2012. تبلغ مساحة توساشيميزو 266.54 كم2. بكثافة سكانية تبلغ 65.4 نسمة/كم2.

## توأمة
لتوساشيميزو (كوتشي) اتفاقيات توأمة مع كل من:
- نيو بدفورد
- فيرهيفن
- توميغوسوكو